# Паркс, Тони
Энтони (Тони) Паркс (англ. Anthony "Tony" Parkes; р. 5 мая 1949, Шеффилд) — английский профессиональный футболист и тренер.

## Карьера игрока
Паркс играл на позиции полузащитника, начав свою карьеру в клубе Чеширской лиги «Бакстоне» в 1969 году, но уже через год перешёл в «Блэкберн Роверс» и провёл в этом клубе всю оставшуюся карьеру. За «Блэкберн» Паркс провёл 350 матчей и забил 38 голов. В 1982 году он завершил свою карьеру.
В дальнейшем много лет работал помощником тренера в «Блэкберне». За менее чем 20 лет шесть раз возглавлял клуб в качестве исполняющего обязанности главного тренера. В декабре 2005 года Паркс стал помощником тренера клуба «Блэкпул», который помог вывести в Чемпионат Футбольной лиги в 2007 году. В марте 2008 года он продлил контракт с «Блэкпулом» до 2010 года, а в декабре в седьмой раз за карьеру стал исполняющим обязанности главного тренера, но по завершении сезона покинул клуб из-за финансовых разогласий с руководством. В 2010 году занял место скаута в «Блэкберне».